# Comuna de Łękawica
Łękawica (polaco: Gmina Łękawica) é uma gminy (comuna) na Polónia, na voivodia de Santa Cruz e no condado de Żywiecki. A sede do condado é a cidade de Łękawica.
De acordo com os censos de 2004, a comuna tem 4299 habitantes, com uma densidade 101,8 hab/km².

## Área
Estende-se por uma área de 42,23 km², incluindo:
- área agrícola: 30%
- área florestal: 67%

## Demografia
Dados de 30 de Junho 2004:
|                      | Total   | Total | Mulheres | Mulheres | Homens  | Homens |
| -------------------- | ------- | ----- | -------- | -------- | ------- | ------ |
|                      | pessoas | %     | pessoas  | %        | pessoas | %      |
| População            | 4273    | 100   | 2149     | 50,3     | 2124    | 49,7   |
| Densidade (pop./km²) | 101,2   | 100   | 50,9     | 50,9     | 50,3    | 50,3   |

De acordo com dados de 2002, o rendimento médio per capita ascendia a 1253,07 zł.

## Subdivisões
- Kocierz Moszczanicki, Kocierz Rychwałdzki, Łękawica, Łysina, Okrajnik.

## Comunas vizinhas
- Andrychów, Czernichów, Gilowice, Porąbka, Ślemień, Żywiec.